# مزرعه امام
مزرعه امام یک روستا در ایران است که به عنوان بخشی از شهرستان نائین در نظر گرفته می‌شود. طبق آخرین سرشماری مزرعه امام به طور تقریبی هزار نفر جمعیت دارد. نام صحیح این روستا نیز مزرعه شاه بوده که پس از انقلاب 1357 به مزرعه امام تغییر کرده است.